# لويجي دي ماجيستريس (سياسي)
لويجي دي ماجيستريس (مواليد 20 يونيو 1967) سياسي إيطالي ومدعي عام سابق وهو حاليًا رئيس بلدية نابولي.

## نابولي - «مدينة السلام»
في أبريل 2018، أعلن لويجي دي ماجيستريس ميناء نابولي «منطقة خالية من الأسلحة النووية». ووصف نابولي بأنها «مدينة السلام» التي تحترم «الحقوق الأساسية لكل فرد، مقتنعًا بنزع السلاح والتعاون الدولي»، وفقًا لصحيفة لا ريبوبليكا الإيطالية.